# Stipa pungens
Stipa pungens là một loài thực vật có hoa trong họ Hòa thảo. Loài này được Nees & Meyen miêu tả khoa học đầu tiên năm 1834.